# Distretto di Puquio
Il distretto di Puquio è uno dei ventuno distretti della provincia di Lucanas, in Perù. Si trova nella regione di Ayacucho e si estende su una superficie di 866,43 chilometri quadrati.

Ha per capitale la città di Puquio e nel censimento del 2005 contava 15.020 abitanti.